# Intermarché-Wanty
Intermarché-Wanty (Kod UCI: IWA) – belgijska zawodowa grupa kolarska założona w 2009.

## Historia
Grupa powstała w 2009 roku na bazie grupy Groupe Gobert.com, występującej w dywizji UCI Continental Teams.
W latach 2009–2010 znajdowała się w dywizji UCI Continental Teams, a w latach 2011–2020 w dywizji UCI Professional Continental Teams.
We wrześniu 2020 ogłoszono przejęcie przez zespół licencji na występy w najwyższej dywizji UCI WorldTeams, w ramach której w latach 2019–2020 występował zespół CCC Team.

### Nazwa grupy w poszczególnych latach
| lata      | nazwa                              |
| --------- | ---------------------------------- |
| 2009–2010 | Veranda's Willems                  |
| 2011      | Veranda's Willems-Accent           |
| 2012      | Accent.jobs-Willems Verandas       |
| 2013      | Accent Jobs–Wanty                  |
| 2014–2018 | Wanty-Groupe Gobert                |
| 2019      | Wanty-Gobert Cycling Team          |
| 2020      | Circus-Wanty Gobert                |
| 2021–2022 | Intermarché-Wanty-Gobert Matériaux |
| 2023      | Intermarché-Circus-Wanty           |
| od 2024   | Intermarché-Wanty                  |

## Obecny skład (2024)
| Skład drużyny 2024            | Skład drużyny 2024   | Skład drużyny 2024 | Skład drużyny 2024                      |
| Imię i nazwisko               | Data urodzenia       | Państwo            | Poprzednia grupa                        |
| ----------------------------- | -------------------- | ------------------ | --------------------------------------- |
| Vito Braet                    | 2 listopada 2000     | Belgia             | Team Flanders-Baloise (2023)            |
| Francesco Busatto             | 1 listopada 2002     | Włochy             | Circus-Re Uz-Technord (2023)            |
| Lilian Calmejane              | 6 grudnia 1992       | Francja            | AG2R Citroën Team (2022)                |
| Kevin Colleoni                | 11 listopada 1999    | Włochy             | Team Jayco AlUla (2023)                 |
| Dries De Pooter               | 8 listopada 2002     | Belgia             | Hagens Berman Axeon (2022)              |
| Alexy Faure Prost             | 22 kwietnia 2004     | Francja            | Circus-Re Uz-Technord (2023)            |
| Biniam Girmay                 | 2 kwietnia 2000      | Erytrea            | Delko (2021)                            |
| Kobe Goossens                 | 29 kwietnia 1996     | Belgia             | Lotto-Soudal (2021)                     |
| Rune Herregodts               | 27 lipca 1998        | Belgia             | Sport Vlaanderen-Baloise (2022)         |
| Arne Marit                    | 21 stycznia 1999     | Belgia             | Sport Vlaanderen-Baloise (2022)         |
| Louis Meintjes                | 21 lutego 1992       | Południowa Afryka  | NTT Pro Cycling (2020)                  |
| Madis Mihkels                 | 31 maja 2003         | Estonia            | Team Ampler-Tartu2024 (2022)            |
| Hugo Page                     | 24 lipca 2001        | Francja            | Équipe continentale Groupama-FDJ (2021) |
| Tom Paquot                    | 22 września 1999     | Belgia             | Bingoal Pauwels Sauces WB (2022)        |
| Simone Petilli                | 4 maja 1993          | Włochy             | UAE Team Emirates (2019)                |
| Adrien Petit                  | 26 września 1990     | Francja            | TotalEnergies (2021)                    |
| Baptiste Planckaert           | 28 września 1988     | Belgia             | Bingoal-Wallonie Bruxelles (2020)       |
| Laurenz Rex                   | 15 grudnia 1999      | Belgia             | Bingoal Pauwels Sauces WB (2022)        |
| Lorenzo Rota                  | 23 maja 1995         | Włochy             | Vini Zabù-Brado-KTM (2020)              |
| Dion Smith                    | 3 marca 1993         | Nowa Zelandia      | BikeExchange-Jayco (2022)               |
| Rein Taaramäe                 | 24 kwietnia 1987     | Estonia            | Total Direct Énergie (2020)             |
| Mike Teunissen                | 25 sierpnia 1992     | Holandia           | Jumbo-Visma (2022)                      |
| Gerben Thijssen               | 21 czerwca 1998      | Belgia             | Lotto-Soudal (2021)                     |
| Taco van der Hoorn            | 4 grudnia 1993       | Holandia           | Jumbo-Visma (2020)                      |
| Gijs Van Hoecke               | 12 listopada 1991    | Belgia             | Human Powered Health (2023)             |
| Boy van Poppel                | 18 stycznia 1988     | Holandia           | Roompot-Charles (2019)                  |
| Roel van Sintmaartensdijk     | 8 maja 2001          | Holandia           | Circus-Re Uz-Technord (2023)            |
| Georg Zimmermann              | 11 października 1997 | Niemcy             | CCC Team (2020)                         |
| Gerben Kuypers (4 kwi–31 gru) | 1 lutego 2000        | Belgia             | Wanty-Re Uz-Technord (2024)             |
|                               |                      |                    |                                         |
| Źródło: ProCyclingStats       |                      |                    |                                         |

## Sezony

### 2023

#### Skład
| Skład drużyny 2023      | Skład drużyny 2023   | Skład drużyny 2023 | Skład drużyny 2023                      |
| Imię i nazwisko         | Data urodzenia       | Państwo            | Poprzednia grupa                        |
| ----------------------- | -------------------- | ------------------ | --------------------------------------- |
| Sven Erik Bystrøm       | 21 stycznia 1992     | Norwegia           | UAE Team Emirates (2021)                |
| Lilian Calmejane        | 6 grudnia 1992       | Francja            | AG2R Citroën Team (2022)                |
| Rui Costa               | 5 października 1986  | Portugalia         | UAE Team Emirates (2022)                |
| Aimé De Gendt           | 17 czerwca 1994      | Belgia             | Sport Vlaanderen-Baloise (2018)         |
| Dries De Pooter         | 8 listopada 2002     | Belgia             | Hagens Berman Axeon (2022)              |
| Biniam Girmay           | 2 kwietnia 2000      | Erytrea            | Delko (2021)                            |
| Kobe Goossens           | 29 kwietnia 1996     | Belgia             | Lotto-Soudal (2021)                     |
| Rune Herregodts         | 27 lipca 1998        | Belgia             | Sport Vlaanderen-Baloise (2022)         |
| Laurens Huys            | 24 września 1998     | Belgia             | Bingoal Pauwels Sauces WB (2021)        |
| Julius Johansen         | 13 września 1999     | Dania              | Uno-X Pro Cycling Team (2021)           |
| Arne Marit              | 21 stycznia 1999     | Belgia             | Sport Vlaanderen-Baloise (2022)         |
| Louis Meintjes          | 21 lutego 1992       | Południowa Afryka  | NTT Pro Cycling (2020)                  |
| Madis Mihkels           | 31 maja 2003         | Estonia            | Team Ampler-Tartu2024 (2022)            |
| Hugo Page               | 24 lipca 2001        | Francja            | Équipe continentale Groupama-FDJ (2021) |
| Tom Paquot              | 22 września 1999     | Belgia             | Bingoal Pauwels Sauces WB (2022)        |
| Simone Petilli          | 4 maja 1993          | Włochy             | UAE Team Emirates (2019)                |
| Adrien Petit            | 26 września 1990     | Francja            | TotalEnergies (2021)                    |
| Baptiste Planckaert     | 28 września 1988     | Belgia             | Bingoal-Wallonie Bruxelles (2020)       |
| Laurenz Rex             | 15 grudnia 1999      | Belgia             | Bingoal Pauwels Sauces WB (2022)        |
| Lorenzo Rota            | 23 maja 1995         | Włochy             | Vini Zabù-Brado-KTM (2020)              |
| Dion Smith              | 3 marca 1993         | Nowa Zelandia      | BikeExchange-Jayco (2022)               |
| Rein Taaramäe           | 24 kwietnia 1987     | Estonia            | Total Direct Énergie (2020)             |
| Mike Teunissen          | 25 sierpnia 1992     | Holandia           | Jumbo-Visma (2022)                      |
| Gerben Thijssen         | 21 czerwca 1998      | Belgia             | Lotto-Soudal (2021)                     |
| Taco van der Hoorn      | 4 grudnia 1993       | Holandia           | Jumbo-Visma (2020)                      |
| Boy van Poppel          | 18 stycznia 1988     | Holandia           | Roompot-Charles (2019)                  |
| Loïc Vliegen            | 20 grudnia 1993      | Belgia             | BMC Racing Team (2018)                  |
| Georg Zimmermann        | 11 października 1997 | Niemcy             | CCC Team (2020)                         |
| Niccolò Bonifazio       | 29 października 1993 | Włochy             | TotalEnergies (2022)                    |
|                         |                      |                    |                                         |
| Źródło: ProCyclingStats |                      |                    |                                         |

#### Zwycięstwa
| Zwycięstwa    | Zwycięstwa                                              | Zwycięstwa | Zwycięstwa | Zwycięstwa        | Zwycięstwa |
| Data          | Wyścig                                                  | Państwo    | Kategoria  | Zwycięzca         |            |
| ------------- | ------------------------------------------------------- | ---------- | ---------- | ----------------- | ---------- |
| 25 sty        | Trofeo Calvià                                           | Hiszpania  | 1.1        | Rui Costa         |            |
| 27 sty        | Trofeo Pollença                                         | Hiszpania  | 1.1        | Kobe Goossens     |            |
| 28 sty        | Trofeo Serra de Tramuntana                              | Hiszpania  | 1.1        | Kobe Goossens     |            |
| 1 lut         | Volta a la Comunitat Valenciana, 1. etap                | Hiszpania  | 2.Pro      | Biniam Girmay     |            |
| 5 lutego 2023 | Volta a la Comunitat Valenciana, klasyfikacja generalna | Hiszpania  | 2.Pro      | Rui Costa         |            |
| 5 lut         | Volta a la Comunitat Valenciana, 5. etap                | Hiszpania  | 2.Pro      | Rui Costa         |            |
| 5 mar         | Grote Prijs Jean-Pierre Monseré                         | Belgia     | 1.1        | Gerben Thijssen   |            |
| 17 mar        | Bredene Koksijde Classic                                | Belgia     | 1.Pro      | Gerben Thijssen   |            |
| 12 kwi        | Giro di Sicilia, 2. etap                                | Włochy     | 2.1        | Niccolò Bonifazio |            |
| 27 maj        | Tour of Norway, 1. etap                                 | Norwegia   | 2.Pro      | Mike Teunissen    |            |
| 29 maj        | Ronde van Limburg                                       | Belgia     | 1.1        | Gerben Thijssen   |            |
| 9 cze         | Critérium du Dauphiné, 6. etap                          | Francja    | 2.UWT      | Georg Zimmermann  |            |
| 12 cze        | Tour de Suisse, 2. etap                                 | Szwajcaria | 2.UWT      | Biniam Girmay     |            |
| 20 cze        | Mistrzostwa Estonii – jazda indywidualna na czas        | Estonia    | CN         | Rein Taaramäe     |            |
| 18 sie        | Tour du Limousin, 4. etap                               | Francja    | 2.1        | Hugo Page         |            |
| 25 sie        | Benelux Tour, 3. etap                                   | Belgia     | 2.UWT      | Mike Teunissen    |            |
| 26 sie        | Deutschland Tour, 3. etap                               | Niemcy     | 2.Pro      | Madis Mihkels     |            |
| 10 wrz        | Vuelta a España, 15. etap                               | Hiszpania  | 2.UWT      | Rui Costa         |            |
| 20 wrz        | Omloop van het Houtland                                 | Belgia     | 1.1        | Gerben Thijssen   |            |
| 15 paź        | Japan Cup                                               | Japonia    | 1.Pro      | Rui Costa         |            |

### 2022

#### Skład
| Skład drużyny 2022                       | Skład drużyny 2022   | Skład drużyny 2022 | Skład drużyny 2022                                  |
| Imię i nazwisko                          | Data urodzenia       | Państwo            | Poprzednia grupa                                    |
| ---------------------------------------- | -------------------- | ------------------ | --------------------------------------------------- |
| Jan Bakelants                            | 14 lutego 1986       | Belgia             | Team Sunweb (2019)                                  |
| Sven Erik Bystrøm                        | 21 stycznia 1992     | Norwegia           | UAE Team Emirates (2021)                            |
| Dimitri Claeys                           | 18 czerwca 1987      | Belgia             | Qhubeka NextHash (2021)                             |
| Aimé De Gendt                            | 17 czerwca 1994      | Belgia             | Sport Vlaanderen-Baloise (2018)                     |
| Théo Delacroix                           | 21 lutego 1999       | Francja            |                                                     |
| Tom Devriendt                            | 29 października 1991 | Belgia             | Team 3M (2014)                                      |
| Biniam Girmay                            | 2 kwietnia 2000      | Erytrea            | Delko (2021)                                        |
| Kobe Goossens                            | 29 kwietnia 1996     | Belgia             | Lotto-Soudal (2021)                                 |
| Quinten Hermans                          | 29 lipca 1995        | Belgia             | Telenet-Baloise Lions (2019)                        |
| Jan Hirt                                 | 21 stycznia 1991     | Czechy             | CCC Team (2020)                                     |
| Laurens Huys                             | 24 września 1998     | Belgia             | Bingoal Pauwels Sauces WB (2021)                    |
| Julius Johansen                          | 13 września 1999     | Dania              | Uno-X Pro Cycling Team (2021)                       |
| Alexander Kristoff                       | 5 lipca 1987         | Norwegia           | UAE Team Emirates (2021)                            |
| Louis Meintjes                           | 21 lutego 1992       | Południowa Afryka  | NTT Pro Cycling (2020)                              |
| Hugo Page                                | 24 lipca 2001        | Francja            | Équipe continentale Groupama-FDJ (2021)             |
| Andrea Pasqualon                         | 2 stycznia 1988      | Włochy             | Roth (2016)                                         |
| Barnabás Peák                            | 29 listopada 1998    | Węgry              | BikeExchange (2021)                                 |
| Simone Petilli                           | 4 maja 1993          | Włochy             | UAE Team Emirates (2019)                            |
| Adrien Petit                             | 26 września 1990     | Francja            | TotalEnergies (2021)                                |
| Baptiste Planckaert                      | 28 września 1988     | Belgia             | Bingoal-Wallonie Bruxelles (2020)                   |
| Lorenzo Rota                             | 23 maja 1995         | Włochy             | Vini Zabù-Brado-KTM (2020)                          |
| Rein Taaramäe                            | 24 kwietnia 1987     | Estonia            | Total Direct Énergie (2020)                         |
| Gerben Thijssen                          | 21 czerwca 1998      | Belgia             | Lotto-Soudal (2021)                                 |
| Taco van der Hoorn                       | 4 grudnia 1993       | Holandia           | Jumbo-Visma (2020)                                  |
| Corné van Kessel                         | 7 sierpnia 1991      | Holandia           | Telenet-Baloise Lions (2019)                        |
| Kévin Van Melsen                         | 1 kwietnia 1987      | Belgia             | Bodysol-Euromillions-Pôle Continental Wallon (2008) |
| Boy van Poppel                           | 18 stycznia 1988     | Holandia           | Roompot-Charles (2019)                              |
| Loïc Vliegen                             | 20 grudnia 1993      | Belgia             | BMC Racing Team (2018)                              |
| Georg Zimmermann                         | 11 października 1997 | Niemcy             | CCC Team (2020)                                     |
| Domenico Pozzovivo (14 lut–31 gru)       | 30 listopada 1982    | Włochy             | Qhubeka NextHash (2021)                             |
| Dries De Pooter (1 sie–31 gru, stażysta) | 8 listopada 2002     | Belgia             | SEG Racing Academy (2021)                           |
| Madis Mihkels (1 sie–31 gru, stażysta)   | 31 maja 2003         | Estonia            |                                                     |
|                                          |                      |                    |                                                     |
| Źródło: ProCyclingStats                  |                      |                    |                                                     |

#### Zwycięstwa
| Zwycięstwa      | Zwycięstwa                           | Zwycięstwa | Zwycięstwa | Zwycięstwa         | Zwycięstwa |
| Data            | Wyścig                               | Państwo    | Kategoria  | Zwycięzca          |            |
| --------------- | ------------------------------------ | ---------- | ---------- | ------------------ | ---------- |
| 27 sty          | Trofeo Alcudia-Port d'Alcudia        | Hiszpania  | 1.1        | Biniam Girmay      |            |
| 13 lut          | Clásica de Almería                   | Hiszpania  | 1.Pro      | Alexander Kristoff |            |
| 14 lut          | Tour of Oman, 5. etap                | Oman       | 2.Pro      | Jan Hirt           |            |
| 15 lutego 2022  | Tour of Oman, klasyfikacja generalna | Oman       | 2.Pro      | Jan Hirt           |            |
| 27 mar          | Gandawa-Wevelgem                     | Belgia     | 1.UWT      | Biniam Girmay      |            |
| 6 kwi           | Scheldeprijs                         | Belgia     | 1.Pro      | Alexander Kristoff |            |
| 8 maj           | Quatre Jours de Dunkerque, 6. etap   | Francja    | 2.Pro      | Gerben Thijssen    |            |
| 17 maj          | Giro d'Italia, 10. etap              | Włochy     | 2.UWT      | Biniam Girmay      |            |
| 24 maj          | Giro d'Italia, 16. etap              | Włochy     | 2.UWT      | Jan Hirt           |            |
| 26 maj          | Circuit de Wallonie                  | Belgia     | 1.1        | Andrea Pasqualon   |            |
| 29 maj          | Tour of Norway, 6. etap              | Norwegia   | 2.Pro      | Alexander Kristoff |            |
| 2 cze           | Giro dell’Appennino                  | Włochy     | 1.1        | Louis Meintjes     |            |
| 27 lip          | Tour de Wallonie, 5. etap            | Belgia     | 2.Pro      | Jan Bakelants      |            |
| 31 lip          | Tour de Pologne, 2. etap             | Polska     | 2.UWT      | Gerben Thijssen    |            |
| 5 sie           | Czech Tour, 2. etap                  | Czechy     | 2.1        | Lorenzo Rota       |            |
| 7 sierpnia 2022 | Czech Tour, klasyfikacja generalna   | Czechy     | 2.1        | Lorenzo Rota       |            |
| 10 sie          | Tour de l’Eurométropole              | Belgia     | 1.Pro      | Alexander Kristoff |            |

### 2021

#### Skład
| Skład drużyny 2021                       | Skład drużyny 2021   | Skład drużyny 2021 | Skład drużyny 2021                                  |
| Imię i nazwisko                          | Data urodzenia       | Państwo            | Poprzednia grupa                                    |
| ---------------------------------------- | -------------------- | ------------------ | --------------------------------------------------- |
| Jan Bakelants                            | 14 lutego 1986       | Belgia             | Team Sunweb (2019)                                  |
| Jeremy Bellicaud                         | 8 czerwca 1998       | Francja            |                                                     |
| Aimé De Gendt                            | 17 czerwca 1994      | Belgia             | Sport Vlaanderen-Baloise (2018)                     |
| Jasper De Plus                           | 11 czerwca 1997      | Belgia             |                                                     |
| Ludwig De Winter                         | 31 grudnia 1992      | Belgia             | WB-Aqua Protect-Veranclassic (2018)                 |
| Théo Delacroix                           | 21 lutego 1999       | Francja            |                                                     |
| Tom Devriendt                            | 29 października 1991 | Belgia             | Team 3M (2014)                                      |
| Odd Christian Eiking                     | 28 grudnia 1994      | Norwegia           | FDJ (2017)                                          |
| Alexander Evans                          | 28 stycznia 1997     | Australia          | Team BridgeLane (2019)                              |
| Quinten Hermans                          | 29 lipca 1995        | Belgia             | Telenet-Baloise Lions (2019)                        |
| Jan Hirt                                 | 21 stycznia 1991     | Czechy             | CCC Team (2020)                                     |
| Jonas Koch                               | 25 czerwca 1993      | Niemcy             | CCC Team (2020)                                     |
| Wesley Kreder                            | 4 listopada 1990     | Holandia           | Roompot-Oranje Peloton (2016)                       |
| Maurits Lammertink                       | 31 sierpnia 1990     | Holandia           | Roompot-Charles (2019)                              |
| Louis Meintjes                           | 21 lutego 1992       | Południowa Afryka  | NTT Pro Cycling (2020)                              |
| Andrea Pasqualon                         | 2 stycznia 1988      | Włochy             | Roth (2016)                                         |
| Simone Petilli                           | 4 maja 1993          | Włochy             | UAE Team Emirates (2019)                            |
| Baptiste Planckaert                      | 28 września 1988     | Belgia             | Bingoal-Wallonie Bruxelles (2020)                   |
| Lorenzo Rota                             | 23 maja 1995         | Włochy             | Vini Zabù-Brado-KTM (2020)                          |
| Rein Taaramäe                            | 24 kwietnia 1987     | Estonia            | Total Direct Énergie (2020)                         |
| Taco van der Hoorn                       | 4 grudnia 1993       | Holandia           | Jumbo-Visma (2020)                                  |
| Corné van Kessel                         | 7 sierpnia 1991      | Holandia           | Telenet-Baloise Lions (2019)                        |
| Kévin Van Melsen                         | 1 kwietnia 1987      | Belgia             | Bodysol-Euromillions-Pôle Continental Wallon (2008) |
| Danny van Poppel                         | 26 lipca 1993        | Holandia           | Team Jumbo-Visma (2019)                             |
| Boy van Poppel                           | 18 stycznia 1988     | Holandia           | Roompot-Charles (2019)                              |
| Pieter Vanspeybrouck                     | 10 lutego 1987       | Belgia             | Topsport Vlaanderen-Baloise (2016)                  |
| Loïc Vliegen                             | 20 grudnia 1993      | Belgia             | BMC Racing Team (2018)                              |
| Georg Zimmermann                         | 11 października 1997 | Niemcy             | CCC Team (2020)                                     |
| Riccardo Minali                          | 19 kwietnia 1995     | Włochy             | Nippo-Delko One Provence (2020)                     |
| Biniam Girmay (6 sie–31 gru)             | 2 kwietnia 2000      | Erytrea            | Delko (2021)                                        |
| Stijn Daemen (1 sie–31 gru, stażysta)    | 25 lipca 1999        | Holandia           | À Bloc CT (2021)                                    |
| Dries De Pooter (1 sie–31 gru, stażysta) | 8 listopada 2002     | Belgia             |                                                     |
| Maxime Jarnet (1 sie–31 gru, stażysta)   | 6 września 1998      | Francja            | EC Saint-Étienne Loire (2020)                       |
|                                          |                      |                    |                                                     |
| Źródło: ProCyclingStats                  |                      |                    |                                                     |

#### Zwycięstwa
| Zwycięstwa | Zwycięstwa                                       | Zwycięstwa | Zwycięstwa | Zwycięstwa         | Zwycięstwa |
| Data       | Wyścig                                           | Państwo    | Kategoria  | Zwycięzca          |            |
| ---------- | ------------------------------------------------ | ---------- | ---------- | ------------------ | ---------- |
| 10 maj     | Giro d'Italia, 3. etap                           | Włochy     | 2.UWT      | Taco van der Hoorn |            |
| 17 cze     | Mistrzostwa Estonii – jazda indywidualna na czas | Estonia    | CN         | Rein Taaramäe      |            |
| 30 lip     | Tour de l’Ain, 2. etap                           | Francja    | 2.1        | Georg Zimmermann   |            |
| 16 sie     | Vuelta a España, 3. etap                         | Hiszpania  | 2.UWT      | Rein Taaramäe      |            |
| 17 sie     | GP Stad Zottegem                                 | Belgia     | 1.1        | Danny van Poppel   |            |
| 1 wrz      | Benelux Tour, 3. etap                            | Belgia     | 2.UWT      | Taco van der Hoorn |            |
| 3 wrz      | Classic Grand Besançon Doubs                     | Francja    | 1.1        | Biniam Girmay      |            |

### 2020

#### Skład
| Skład drużyny 2020            | Skład drużyny 2020   | Skład drużyny 2020 | Skład drużyny 2020                                  |
| Imię i nazwisko               | Data urodzenia       | Państwo            | Poprzednia grupa                                    |
| ----------------------------- | -------------------- | ------------------ | --------------------------------------------------- |
| Jan Bakelants                 | 14 lutego 1986       | Belgia             | Team Sunweb (2019)                                  |
| Jeremy Bellicaud              | 8 czerwca 1998       | Francja            |                                                     |
| Alfdan De Decker              | 9 września 1996      | Belgia             | Lotto-Soudal U23 (2018)                             |
| Aimé De Gendt                 | 17 czerwca 1994      | Belgia             | Sport Vlaanderen-Baloise (2018)                     |
| Jasper De Plus                | 11 czerwca 1997      | Belgia             |                                                     |
| Ludwig De Winter              | 31 grudnia 1992      | Belgia             | WB-Aqua Protect-Veranclassic (2018)                 |
| Thomas Degand                 | 13 maja 1986         | Belgia             | IAM Cycling (2015)                                  |
| Théo Delacroix (1 sie–31 gru) | 21 lutego 1999       | Francja            |                                                     |
| Tom Devriendt                 | 29 października 1991 | Belgia             | Team 3M (2014)                                      |
| Fabien Doubey                 | 21 października 1993 | Francja            | Club Cycliste d'Étupes (2016)                       |
| Timothy Dupont                | 1 listopada 1987     | Belgia             | Verandas Willems-Crelan (2017)                      |
| Odd Christian Eiking          | 28 grudnia 1994      | Norwegia           | FDJ (2017)                                          |
| Alexander Evans               | 28 stycznia 1997     | Australia          | Team BridgeLane (2019)                              |
| Quinten Hermans               | 29 lipca 1995        | Belgia             | Telenet-Baloise Lions (2019)                        |
| Wesley Kreder                 | 4 listopada 1990     | Holandia           | Roompot-Oranje Peloton (2016)                       |
| Maurits Lammertink            | 31 sierpnia 1990     | Holandia           | Roompot-Charles (2019)                              |
| Xandro Meurisse               | 31 stycznia 1992     | Belgia             | Crelan-Vastgoedservice (2016)                       |
| Yoann Offredo                 | 12 listopada 1986    | Francja            | FDJ (2016)                                          |
| Andrea Pasqualon              | 2 stycznia 1988      | Włochy             | Roth (2016)                                         |
| Simone Petilli                | 4 maja 1993          | Włochy             | UAE Team Emirates (2019)                            |
| Corné van Kessel              | 7 sierpnia 1991      | Holandia           | Telenet-Baloise Lions (2019)                        |
| Kévin Van Melsen              | 1 kwietnia 1987      | Belgia             | Bodysol-Euromillions-Pôle Continental Wallon (2008) |
| Danny van Poppel              | 26 lipca 1993        | Holandia           | Team Jumbo-Visma (2019)                             |
| Boy van Poppel                | 18 stycznia 1988     | Holandia           | Roompot-Charles (2019)                              |
| Pieter Vanspeybrouck          | 10 lutego 1987       | Belgia             | Topsport Vlaanderen-Baloise (2016)                  |
| Loïc Vliegen                  | 20 grudnia 1993      | Belgia             | BMC Racing Team (2018)                              |
|                               |                      |                    |                                                     |
| Źródło: ProCyclingStats       |                      |                    |                                                     |

#### Zwycięstwa
| Zwycięstwa     | Zwycięstwa                              | Zwycięstwa | Zwycięstwa | Zwycięstwa       | Zwycięstwa |
| Data           | Wyścig                                  | Państwo    | Kategoria  | Zwycięzca        |            |
| -------------- | --------------------------------------- | ---------- | ---------- | ---------------- | ---------- |
| 14 lut         | Vuelta a Murcia, 1. etap                | Hiszpania  | 2.1        | Xandro Meurisse  |            |
| 15 lutego 2020 | Vuelta a Murcia, klasyfikacja generalna | Hiszpania  | 2.1        | Xandro Meurisse  |            |
| 6 wrz          | Tour du Doubs                           | Francja    | 1.1        | Loïc Vliegen     |            |
| 20 wrz         | Gooikse Pijl                            | Belgia     | 1.1        | Danny van Poppel |            |

### 2019

#### Skład
| Skład drużyny 2019                       | Skład drużyny 2019   | Skład drużyny 2019 | Skład drużyny 2019                                  |
| Imię i nazwisko                          | Data urodzenia       | Państwo            | Poprzednia grupa                                    |
| ---------------------------------------- | -------------------- | ------------------ | --------------------------------------------------- |
| Frederik Backaert                        | 13 marca 1990        | Belgia             | EFC-Omega Pharma-Quick Step (2013)                  |
| Jérôme Baugnies                          | 1 kwietnia 1987      | Belgia             | To Win-Josan (2013)                                 |
| Bart De Clercq                           | 26 sierpnia 1986     | Belgia             | Lotto-Soudal (2017)                                 |
| Alfdan De Decker                         | 9 września 1996      | Belgia             | Lotto-Soudal U23 (2018)                             |
| Aimé De Gendt                            | 17 czerwca 1994      | Belgia             | Sport Vlaanderen-Baloise (2018)                     |
| Ludwig De Winter                         | 31 grudnia 1992      | Belgia             | WB-Aqua Protect-Veranclassic (2018)                 |
| Thomas Degand                            | 13 maja 1986         | Belgia             | IAM Cycling (2015)                                  |
| Tom Devriendt                            | 29 października 1991 | Belgia             | Team 3M (2014)                                      |
| Fabien Doubey                            | 21 października 1993 | Francja            | Club Cycliste d'Étupes (2016)                       |
| Timothy Dupont                           | 1 listopada 1987     | Belgia             | Verandas Willems-Crelan (2017)                      |
| Odd Christian Eiking                     | 28 grudnia 1994      | Norwegia           | FDJ (2017)                                          |
| Wesley Kreder                            | 4 listopada 1990     | Holandia           | Roompot-Oranje Peloton (2016)                       |
| Guillaume Martin                         | 9 czerwca 1993       | Francja            | Club Cycliste d'Étupes (2015)                       |
| Xandro Meurisse                          | 31 stycznia 1992     | Belgia             | Crelan-Vastgoedservice (2016)                       |
| Marco Minnaard                           | 11 kwietnia 1989     | Holandia           | Rabobank Development (2013)                         |
| Yoann Offredo                            | 12 listopada 1986    | Francja            | FDJ (2016)                                          |
| Andrea Pasqualon                         | 2 stycznia 1988      | Włochy             | Roth (2016)                                         |
| Boris Vallée                             | 3 czerwca 1993       | Belgia             | Fortuneo-Oscaro (2017)                              |
| Kévin Van Melsen                         | 1 kwietnia 1987      | Belgia             | Bodysol-Euromillions-Pôle Continental Wallon (2008) |
| Pieter Vanspeybrouck                     | 10 lutego 1987       | Belgia             | Topsport Vlaanderen-Baloise (2016)                  |
| Loïc Vliegen                             | 20 grudnia 1993      | Belgia             | BMC Racing Team (2018)                              |
|                                          |                      |                    |                                                     |
| Źródła: ProCyclingStats Cycling Quotient |                      |                    |                                                     |

#### Zwycięstwa
| Zwycięstwa    | Zwycięstwa                               | Zwycięstwa | Zwycięstwa | Zwycięstwa           | Zwycięstwa |
| Data          | Wyścig                                   | Państwo    | Kategoria  | Zwycięzca            |            |
| ------------- | ---------------------------------------- | ---------- | ---------- | -------------------- | ---------- |
| 6 kwi         | Giro di Sicilia, 4. etap                 | Włochy     | 2.1        | Guillaume Martin     |            |
| 8 lip         | Österreich-Rundfahrt, 2. etap            | Austria    | 2.1        | Tom Devriendt        |            |
| 27 lip        | Tour de Wallonie, 1. etap                | Belgia     | 2.HC       | Timothy Dupont       |            |
| 28 lip        | Tour de Wallonie, 2. etap                | Belgia     | 2.HC       | Loïc Vliegen         |            |
| 31 lipca 2019 | Tour de Wallonie, klasyfikacja generalna | Belgia     | 2.HC       | Loïc Vliegen         |            |
| 17 sie        | Arctic Race of Norway, 3. etap           | Norwegia   | 2.HC       | Odd Christian Eiking |            |
| 30 sie        | Tour du Poitou-Charentes, 5. etap        | Francja    | 2.1        | Andrea Pasqualon     |            |
| 8 wrz         | Antwerp Port Epic                        | Belgia     | 1.1        | Aimé De Gendt        |            |